# Consuelo Catucci
Consuelo Catucci (Roma, ...) è una montatrice italiana.
Ha vinto nel 2011 un Nastro d'argento per il film Vallanzasca - Gli angeli del male e ha ricevuto quattro nomination ai David di Donatello per il miglior montatore.

## Biografia
Consuelo Catucci, romana, dopo aver intrapreso gli studi alla Facoltà di Medicina, si appassiona al mondo del cinema con alcuni suoi amici che frequentavano la Scuola nazionale di cinema all’interno della Fondazione Centro sperimentale di cinematografia di Roma, iscrivendosi successivamente nella classe Montaggio. I suoi primi lavori sono stati spot pubblicitari e il suo primo lungometraggio, opera indipendente americana, H2Odio di Alex Infascelli.
Ha collaborato con alcuni dei più grandi registi italiani tra cui Michele Placido (Il grande sogno, Vallanzasca - Gli angeli del male, Il cecchino, 7 minuti); Paolo Genovese (Tutta colpa di Freud, Sei mai stata sulla Luna?, Perfetti sconosciuti, The Place); Giuliano Montaldo (L'industriale, I demoni di San Pietroburgo; Alessandro Gassmann (Il premio); Massimiliano Bruno (Beata ignoranza); Leonardo Pieraccioni (Un fantastico via vai); Toni Trupia (Itaker - Vietato agli italiani).
Durante la sua carriera ha avuto modo di collaborare con i compositori Nicola Piovani, Maurizio Filardo, Davide Cavuti, Andrea Morricone, Michele Braga, Francesco Cerasi. 
È membro dell'European Film Academy (EFA) dal 2011.

## Filmografia

### Cinema
- Stringimi forte i polsi, regia di Walter Martyn Cabell – cortometraggio (1999)
- SCTMV (Sono come tu mi vuoi), episodio di Corti circuiti erotici, regia di Francesco Dominedò – cortometraggio (1999)
- Ultimo metrò, regia di Andrea Prandstraller – cortometraggio (1999)
- La coccinella, regia di Nello Pepe – cortometraggio (1999)
- Fine settimana a Lecco, regia di Silvia Rossi – cortometraggio (2000)
- La voce della coscienza, regia di Daniele Persica – cortometraggio (2005)
- Ultima fermata Mariù, regia di Francesco Dominedò (2005)
- H2Odio, regia di Alex Infascelli (2006)
- Homo homini lupus, regia di Matteo Rovere – cortometraggio (2006)
- Nero bifamiliare, regia di Federico Zampaglione (2007)
- I demoni di San Pietroburgo, regia di Giuliano Montaldo (2007)
- Pashmy Dream, regia di Dennis Hopper – cortometraggio (2008)
- Thy Kingdom Come, regia di Ilmar Taska (2008)
- Diverso da chi?, regia di Umberto Carteni (2009)
- Il grande sogno, regia di Michele Placido (2009)
- Tutto l'amore del mondo, regia di Riccardo Grandi (2010)
- L'imbroglio nel lenzuolo, regia di Alfonso Arau (2010)
- Vallanzasca - Gli angeli del male, regia di Michele Placido (2010)
- L'industriale, regia di Giuliano Montaldo (2011)
- Il cecchino (Le guetteur), regia di Michele Placido (2012)
- Il fischietto, regia di Lamberto Sanfelice – cortometraggio (2012)
- Una famiglia perfetta, regia di Paolo Genovese (2012)
- Itaker - Vietato agli italiani, regia di Toni Trupia (2012)
- AmeriQua, regia di Marco Bellone e Giovanni Consonni (2013)
- Universitari - Molto più che amici, regia di Federico Moccia (2013)
- Un fantastico via vai, regia di Leonardo Pieraccioni (2013)
- Tutta colpa di Freud, regia di Paolo Genovese (2014)
- I nostri ragazzi, regia di Ivano De Matteo (2014)
- Sei mai stata sulla Luna?, regia di Paolo Genovese (2015)
- Grotto, regia di Micol Pallucca (2015)
- Io che amo solo te, regia di Marco Ponti (2015)
- Perfetti sconosciuti, regia di Paolo Genovese (2016)
- 7 minuti, regia di Michele Placido (2016)
- Per sempre, regia di Paolo Genovese – cortometraggio (2016)
- La cena di Natale, regia di Marco Ponti (2016)
- Beata ignoranza, regia di Massimiliano Bruno (2017)
- I peggiori, regia di Vincenzo Alfieri (2017)
- Terapia di coppia per amanti, regia di Alessio Maria Federici (2017)
- The Place, regia di Paolo Genovese (2017)
- Il premio, regia di Alessandro Gassmann (2017)
- Una vita spericolata, regia di Marco Ponti (2018)
- Moschettieri del re - La penultima missione, regia di Giovanni Veronesi (2018)
- Supereroi, regia di Paolo Genovese (2021)
- Lasciarsi un giorno a Roma, regia di Edoardo Leo (2021)
- L'ombra di Caravaggio, regia di Michele Placido (2022)
- Tre di troppo, regia di Fabio De Luigi (2023)
- Il primo giorno della mia vita, regia di Paolo Genovese (2023)
- Eterno visionario, regia di Michele Placido (2024)
- Non sono quello che sono, regia di Edoardo Leo (2024)
- Una terapia di gruppo, regia di Paolo Costella (2024)
- Follemente, regia di Paolo Genovese (2025)

### Televisione
- Volevo fare la rockstar – serie TV, 12 episodi (2019)
- Liberi tutti – serie TV, 12 episodi (2019)
- I leoni di Sicilia - serie TV (2023)

## Riconoscimenti
- Nastro d’argento
  - 2011–Miglior montaggio per Vallanzasca - Gli angeli del male
  - 2016 –  Candidatura per Miglior montaggio per Perfetti sconosciuti
- 2011 – David di Donatello per il miglior montatore
  - 2011–Candidatura per Vallanzasca - Gli angeli del male
  - 2016 – Candidatura per Perfetti sconosciuti
  - 2016 – Candidatura per 7 minuti
  - 2018 – Candidatura per The Place
- Ciak d'oro
  - 2016 – Candidatura per Miglior montaggio per Perfetti sconosciuti
  - 2018 – Candidatura per Miglior montaggio per The Place
- Festival Inventa un Film
  - 2007–Miglior montaggio per Homo Homini Lupus
- Festival Cinema da Mare
  - 2007–Miglior montatrice
- Busto Arsizio Film Festival
  - 2013–Miglior montatrice per Itaker - Vietato agli italiani